# 晶桥镇
晶桥镇，是中华人民共和国江苏省南京市溧水区下辖的一个乡镇级行政单位。

## 行政区划
晶桥镇下辖以下地区：
新桥社区、杭村社区、陶村、笪村、新桥村、芮家村、水晶村、云鹤山村、杭村、枫香岭村、芝山村、孔家村、仙坛村和邰村。